# Trinity Bay (Neufundland)
Die Trinity Bay (französisch Baie de Trinity) ist eine Meeresbucht in der kanadischen Provinz Neufundland und Labrador. Sie befindet sich im Osten von Neufundland im Atlantik und wird nach Osten durch die Avalon-Halbinsel begrenzt.
Die Trinity Bay im Nordosten bildet zusammen mit der Placentia Bay im Südwesten den Isthmus von Avalon, der den westlichen Hauptteil von Neufundland mit der weit nach Osten in den Atlantik hineinragenden Halbinsel Avalon verbindet. Deren östlichster Punkt, Cape Spear nahe St. John’s, ist zugleich der östlichste Punkt Nordamerikas.
Die etwa in der Mitte der Ostküste an einem in die Trinity Bay mündenden Naturhafen liegende Hafenstadt Heart’s Content ist ein geschichtsträchtiger Ort. Im Jahr 1866 wurde hier das transatlantische Telegrafenkabel angelandet, das Nordamerika mit Europa verband.